# Las Rosas (Santa Fe)

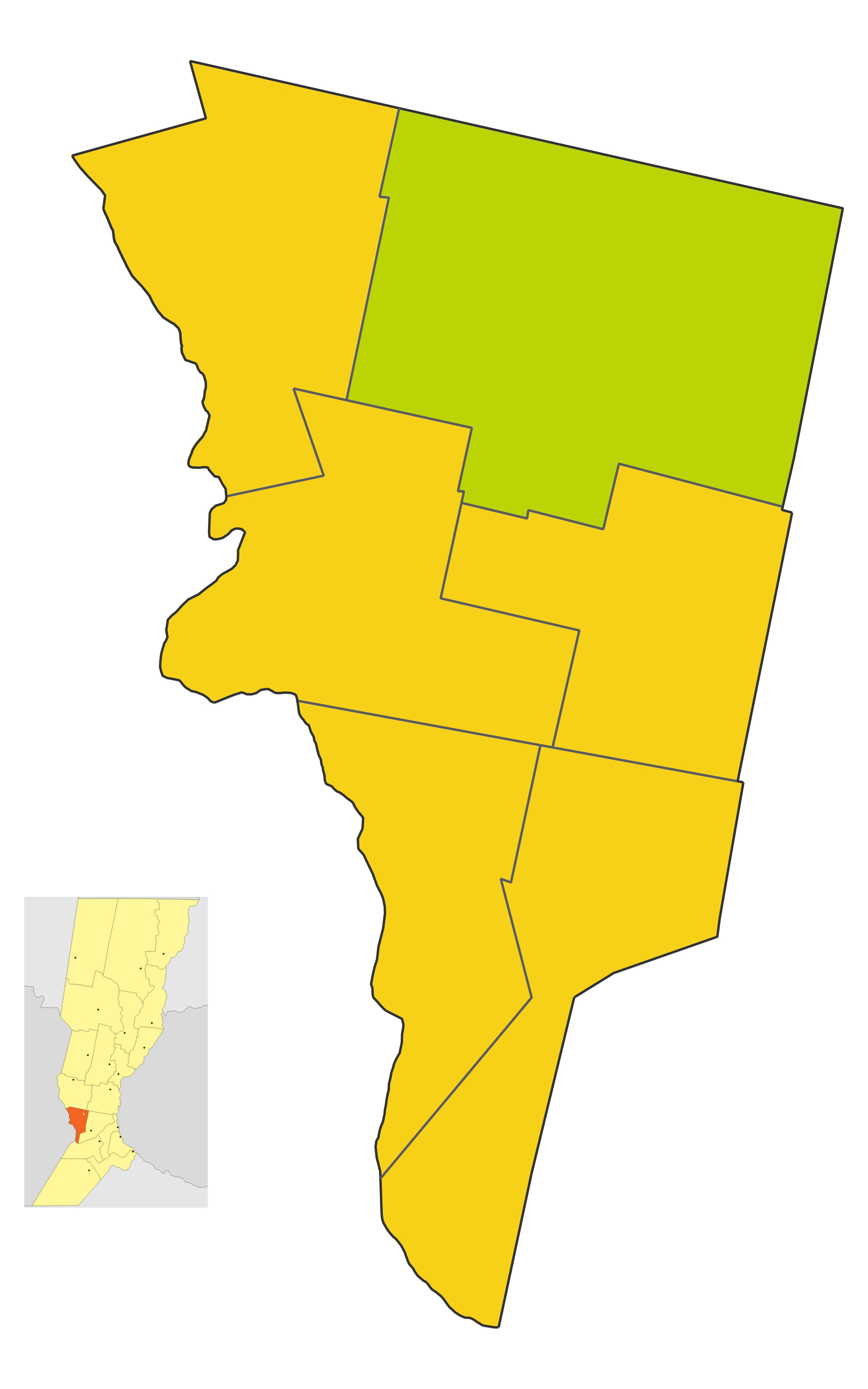
Locatie in Santa Fe

Las Rosas is een plaats in het Argentijnse bestuurlijke gebied Belgrano in de provincie Santa Fe. De plaats telt 12.793 inwoners.

## Geboren in Las Rosas
- Nestor Combin (1940), voetballer
- Leonardo Ponzio (1982), voetballer